# Valsi Pechoraze
Valsi Pechoraze è un film del 1992 diretto da Lana Gogoberidze.